# Safi Airways
Safi Airways (Pasjtoe: صافي هوايي شرکت; Dari: خطوط هوایی صافی) was een Afghaanse luchtvaartmaatschappij met haar thuisbasis in Kabul. Safi Airways is opgericht in september 2006.

## Bestemmingen
Safi Airways voerde lijnvluchten uit naar (Juli 2016): 
- Dubai
- Jeddah
- Kabul
- New Delhi
- Islamabad
- Mashhad
- Herat
- Mazar
- Kandahar

## Vloot
De vloot van Safi Airways bestond op juli 2016 uit:
- 2 Airbus A319-100
- 1 Airbus A320-200
- 1 Boeing 767-200